# Spirovsky (huyện)
Huyện Spirovsky (tiếng Nga: ? райо́н) là một huyện hành chính tự quản (raion), của Tỉnh Tver, Nga. Huyện có diện tích 1522 kilômét vuông, dân số thời điểm ngày 1 tháng 1 năm 2000 là 14400 người. Trung tâm của huyện đóng ở Spirovo.